# Svezia nella seconda guerra mondiale
La Svezia mantenne la sua storica politica di neutralità durante la seconda guerra mondiale. Quando la guerra iniziò, il 1º settembre 1939, il destino della nazione non era chiaro, ma grazie a una combinazione tra la sua posizione geopolitica nella penisola scandinava, manovre di realpolitik portate avanti con successo durante un corso imprevedibile di eventi, e un rafforzamento militare dopo il 1942, la Svezia riuscì a mantenere il suo status di neutralità per tutta la durata della guerra.
Allo scoppio delle ostilità, la Svezia manteneva una posizione neutrale nelle relazioni internazionali da più di un secolo, ovvero dalla fine delle guerre napoleoniche nel 1815.
Venti nazioni europee erano potenze neutrali durante la seconda guerra mondiale nel settembre 1939, ma solo otto nazioni europee furono in grado, come la Svezia, di mantenere questo status per tutta la guerra: Irlanda, Portogallo, Spagna, Andorra, Liechtenstein, Città del Vaticano, San Marino e Svizzera. Per ottenere questo risultato, il governo svedese fece alcune concessioni e talvolta violò la neutralità della nazione a favore sia della Germania sia, in seguito, degli Alleati occidentali.
Durante l'invasione tedesca dell'Unione Sovietica, la Svezia permise alla Wehrmacht di utilizzare le ferrovie svedesi per trasportare (giugno-luglio 1941) la 163ª Divisione di fanteria tedesca insieme alle armi pesanti dalla Norvegia alla Finlandia. Inoltre, ai soldati tedeschi che viaggiavano in licenza tra la Norvegia e la Germania era consentito il passaggio attraverso la Svezia, il cosiddetto permittenttrafik, e significative quantità di minerale di ferro furono vendute alla Germania durante la guerra. A favore degli Alleati, la Svezia condivideva l'intelligence militare e aiutava ad addestrare soldati composti da rifugiati dalla Danimarca e dalla Norvegia, da utilizzare nella liberazione dei loro paesi d'origine. Permise anche agli Alleati di utilizzare basi aeree svedesi tra il 1944 e il 1945.
Durante la guerra, la Svezia ammorbidì la sua politica sull'accettazione dei rifugiati, ammettendo migliaia di ebrei e dissidenti politici dalla Norvegia e dalla Danimarca.

## Sfondo

### Politica
Tra il 1523 e la guerra finale della Svezia con la Russia nel 1809, uno stato di guerra - durato complessivamente 67 anni - era esistito con la Russia, considerato il nemico storico della Svezia. Nella pace che seguì la guerra di Finlandia nel 1809, la Finlandia era stata ceduta alla Russia e la Svezia ridotta a due terzi delle sue dimensioni precedenti.
Con l'avvicinarsi della fine del XIX secolo e l'inizio del XX, la Svezia, come molte altre nazioni, fu teatro di scioperi e disordini pubblici. Condizioni di lavoro spaventose come in passato non erano più tollerate e la classe operaia si ribellava contro lo Stato. Solo nel 1908 ci furono circa 300 scioperi in Svezia. Nel 1917, la necessità per la Svezia di un nuovo sistema politico era resa evidente da queste rivolte. La Svezia era rimasta neutrale durante la prima guerra mondiale, ma con una tendenza a schierarsi con le potenze centrali. Dal 1880, il movimento socialista in Svezia era stato diviso in due gruppi opposti: i socialisti rivoluzionari, un movimento di ispirazione comunista, e i riformisti, un più ampio movimento socialdemocratico. Nel 1917, le regole della democrazia furono cambiate in Svezia, la dimensione dell'elettorato crebbe e nel 1921 anche le donne furono autorizzate a votare.
Queste riforme vennero viste come troppo radicali da alcuni conservatori, che reclamavano una leadership forte e non credevano nel modello democratico. Negli anni '20 e '30 continuarono gli scontri tra datori di lavoro e dipendenti, e nel 1931 questi disordini culminarono con la sparatoria ad Ådalen, un incidente in cui i militari aprirono il fuoco su una marcia popolare di protesta. Nello stesso anno, fu smascherata una milizia segreta di estrema destra, la Munckska kåren, che aveva reclutato circa 2000 uomini e aveva accesso ad armi pesanti, sciolta poi l'anno successivo.
All'estremità opposta dello spettro politico, dopo la guerra civile russa, l'Impero russo era diventato l'Unione Sovietica e molti comunisti svedesi stavano cooperando con il nuovo regime sovietico, cercando di realizzare la rivoluzione comunista internazionale, ritenendo che il compromesso proprio del sistema parlamentare ostacolasse una società più equa e giusta.
Un nuovo gabinetto guidato dai socialdemocratici con Per Albin Hansson come primo ministro, prese il controllo nel 1932. Fu perseguita una politica di cooperazione e consenso, che portò a un aumento del divario tra le due fazioni socialiste, i comunisti e la sinistra riformista. La distanza tra questi due, almeno a livello ideologico, divenne così grande che i comunisti spesso si riferivano ai socialdemocratici come "i socialfascisti". A parte un periodo definito "il governo delle vacanze" tra il 19 giugno e il 28 settembre 1936, Per Albin Hansson rimase Primo Ministro della Svezia fino alla sua morte nel 1946.

### Militare
La Svezia aveva pochissimi carri armati nell'era tra le due guerre. Per un certo periodo, l'intero corpo corazzato era costituito da soli dieci Stridsvagn mf / 21., un progetto basato su un carro armato tedesco della prima guerra mondiale acquistato segretamente dalla Svezia sotto forma di kit di montaggio di un trattore.

Nella "Risoluzione Difesa" del 1936 (Försvarsbeslut; una decisione del governo svedese presa ogni cinque anni, riguardante l'organizzazione e lo sviluppo dell'esercito), si decise di formare due battaglioni di carri armati. Fale Burman, capo della "Army Procurement" (Arméns utrustningsdetalj) nel 1937, commentò:
... Härför krävdes total nyanskaffning av deras viktigaste innehåll, stridsvagnarna. Ripeti lo stadio tidigt fick vi dock klart för oss at vi enbart valde kanonutrustade vagnar skulle de högst komma fino a ett antal av 15-20.
(Ciò richiedeva l'acquisto del loro pezzo più importante, i carri armati. Già in una fase iniziale, era chiaro per noi che se avessimo semplicemente scelto i carri armati dotati di cannoni, avremmo potuto avere al massimo 15-20 di quei pezzi)
- Försvarsbeslut
Per assicurarsi che fosse possibile l'addestramento a livello di battaglione, furono acquistati anche carri armati dotati di mitragliatrice. Nel 1939, la Svezia aveva 48 carri armati di costruzione cecoslovacca con armamento di mitragliatrice e circa 20 carri armati Stridsvagn L-60 armati con un cannone principale da 20 mm.
L'esercito svedese era stato organizzato in quattro divisioni dal 1890, con i reggimenti del nord del Norrland e del Gotland come unità separate. Considerato ciò obsoleto, nel 1942 fu adottata una nuova organizzazione militare.

### Commercio pre-guerra e bilancio militare
Durante la seconda guerra mondiale, l'industria svedese dovette fare affidamento su quota maggiore dei propri beni interni, a causa del blocco britannico del Mare del Nord, soddisfacendo nel contempo la domanda notevolmente aumentata di armamenti. Prima della guerra, la produzione annuale di armamenti era generalmente misurata in decine di milioni di corone svedesi, ma durante la guerra la produzione superava il miliardo di corone svedesi (240 milioni di dollari).

### Preparazione pre-guerra
La politica di neutralità di lunga data della Svezia fu messa alla prova in molte occasioni durante gli anni '30. Le sfide provenivano da una Germania nazionalista e fortemente ringiovanita. Dal 1919 al 1935, la Svezia è stata un attivo sostenitore della Società delle Nazioni e la maggior parte dell'energia politica svedese nell'arena internazionale era stata diretta alla conservazione della Lega. La politica di non allineamento svedese durante questo periodo era fondata sul presupposto che ci fossero due potenze opposte nel Baltico, la Germania e l'Unione Sovietica; poiché queste due potenze dovevano proteggersi l'una dall'altra, la speranza era che sarebbero state in grado di schierare solo forze minori contro la Svezia o altri paesi non allineati, aspettativa questa che ha reso possibile la difesa di un piccolo paese come la Svezia. 
Il patto Molotov-Ribbentrop, firmato alla fine di agosto 1939 tra la Germania nazista e l'Unione Sovietica sconvolse questo equilibrio. Nel 1936, il governo svedese iniziò ad aumentare la sua preparazione militare con il peggioramento della situazione internazionale. La spesa militare in Svezia passò quindi da 37 milioni di dollari nel 1936, a 50 milioni di dollari nel 1937, a 58,6 milioni di dollari nel 1938, e poi è aumentata di oltre cinque volte fino a raggiungere i 322,3 milioni di dollari nel 1939. Durante la seconda guerra mondiale, la spesa militare ha raggiunto il picco di 527,6 milioni di dollari nel 1942.
Non solo il governo svedese stava acquistando materiale per rafforzare le sue difese, ma iniziò anche a richiamare coscritti: il 6 maggio 1938 il governo convocò tutti i ragazzi di 15 anni per brevi periodi di addestramento. Inoltre, il governo svedese ordinò che un quarto dei coscritti nel 1938 venisse trattenuto per ulteriore addestramento.
Nel 1940 fu creata la Home Guard. Le sue unità erano piccoli gruppi di ex soldati equipaggiati con fucili, mitragliatrici, munizioni, medicine e uniformi. Avevano la possibilità di acquistare materiali aggiuntivi come sci, maglioni e scarponi da marcia. L'Organizzazione per la difesa volontaria delle donne svedesi esisteva già dal 1924.

Mentre si armava, la Svezia ha ritenuto che fosse necessario applicare comunque la sua politica di neutralità. Per Albin Hansson dichiarò poco prima dell'inizio della seconda guerra mondiale:
Amichevoli con tutte le altre nazioni e fortemente legate ai nostri vicini, non consideriamo nessuno come nostro nemico. Non c'è posto nei pensieri del nostro popolo per l'aggressione contro qualsiasi altro paese e notiamo con gratitudine le assicurazioni degli altri che non desiderano disturbare la nostra pace, la nostra libertà o la nostra indipendenza. Il rafforzamento dei nostri preparativi di difesa serve solo a sottolineare la nostra ferma determinazione a mantenere il nostro Paese fuori dai conflitti che possono scoppiare tra gli altri e, durante tali conflitti, a salvaguardare l'esistenza del nostro popolo.
- Per-Albin Hansson, 1 settembre 1939
Georg Homin, un capitano dello Stato maggiore generale, ha dichiarato:
Senza una forza difensiva non potremo perseguire nessuna nostra politica, le nostre dichiarazioni diventano solo parole vuote e lasciamo il destino del Paese al caso, o alle decisioni degli altri. Con una difesa forte quanto le condizioni svedesi lo consentono, ci assicuriamo le basi di una politica svedese indipendente e continuativa.
- Georg Homin